# Il venditore di palloncini
Il venditore di palloncini è un film italiano del 1974 diretto da Mario Gariazzo.

## Trama
Giacomino è un bambino, figlio d'una ballerina di varietà, Maria, che l'ha lasciato al padre, Antonio, per fuggire con il giovane amante. Col passare degli anni è il ragazzino che deve occuparsi del padre, ormai alcolizzato, dedicandosi ad uno spettacolo di marionette per sopravvivere in qualche modo. Colpito da una grave forma d'anemia, Giacomino viene ricoverato. I medici dicono che non c'è nessuna speranza. Antonio, che per lo shock ha smesso di bere, rintraccia con fatica Maria, che nel frattempo, istigata dall'amante, si è data alla prostituzione. Lei accetta di andarlo a trovare in ospedale insieme all'ex marito. Si unisce a loro Romolo, il padrone del bar dove Antonio andava ad ubriacarsi, oltre a molti dei clienti del bar stesso, tra cui un ladro pentito che si fa chiamare Venti Anni (quelli che ha trascorso in carcere). Tutti insieme, col consenso del personale, portano Giacomino al circo. Qui il bambino riceve la visita di un misterioso "venditore di palloncini". Questo strano personaggio lo chiama per nome e gli spiega che i palloncini volano fino in cielo e raggiungono gli angeli e che i venditori come lui, per volontà di Dio, sanno tutto di tutti sulla Terra. Ma gli angeli non sono tutti in cielo, continua l'uomo: ce ne sono molti anche quaggiù. Tutte le persone che lo hanno accompagnato lì sono angeli. Anche lui, Giacomino, è un angelo. Il film termina su un palloncino che vola in alto, mentre una luce bianca sembra avvolgere il ragazzino.